# Franciszek Chiesa
Franciszek Chiesa, wł. Francesco Chiesa (ur. 2 kwietnia 1874 w Montà, zm. 1946 w Albie) – włoski ksiądz i kanonik, paulista (SSP), ojciec duchowy ks. bł. Jakuba Alberione, Czcigodny Sługa Boży Kościoła katolickiego.
Urodził się w chłopskiej rodzinie. Święcenia kapłańskie przyjął w wieku 22 lat.
Zmarł w opinii świętości. 11 grudnia 1987 papież Jan Paweł II ogłosił dekret o heroiczności jego cnót; trwa proces beatyfikacyjny.